# Piotr Tchikhatchov
Pour les articles homonymes, voir Tchikhatchev.
Piotr Alexandrovitch Tchikhatchov ou Piotr Tchihatcheff (Пётр Александрович Чихачёв), né le 28 (16) août 1808 à Gatchina et mort le 13 octobre 1890 à Florence, est un géographe, géologue et explorateur russe d'expression française. Il a laissé son nom aux monts Tchikhatchov dans l'Altaï. Son abréviation botanique est Tchich.

## Biographie

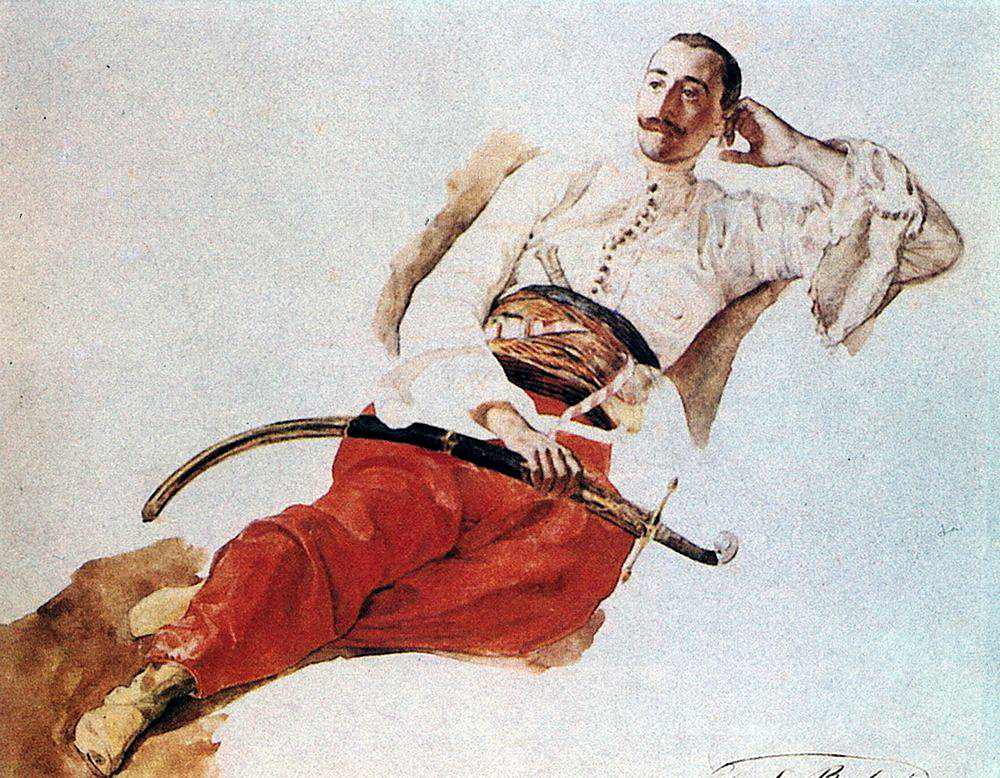
Tchikhatchov en 1841 par Karl Brioullov

Piotr Tchikhatchov est le frère aîné de l'explorateur Platon Tchikhatchov (1812-1892). Il naît dans la famille du colonel Alexandre Petrovitch Tchikhatchov, ancien du régiment Préobrajenski, devenu haut fonctionnaire à la Cour impériale et directeur de Gatchina, où demeure l'impératrice douairière. Après la retraite du père en 1820, la famille s'installe à Tsarskoïe Selo, où l'adolescent reçoit une éducation à domicile, puis entre à l'université de Saint-Pétersbourg. Il poursuit ensuite ses études à Paris auprès de minéralogistes et de géologues. En 1839, il commence à étudier les Apennins dont il dessine une carte des régions méridionales, notamment du mont Gargano, puis du comté de Nice. Il publie en 1842 une description géologique des provinces méridionales du royaume de Naples. En 1842, il participe à une expédition dans l'Altaï, afin d'en étudier la géographie et la géologie. Il découvre les sources de l'Abakan, du Tchou et du Tchoulychman. Il traverse l'Altaï méridional inexploré et parcourt les monts Saïan, tout en observant les mœurs tribales des nomades et des sédentaires de la région. Le résultat de ce voyage est publié en français à Paris en 1845 sous le titre de Voyage scientifique dans l'Altaï oriental et les parties adjacentes de la frontière de Chine, sous le nom de Pierre de Tchihatcheff. Il découvre donc et donne les résultats de ses expéditions en ce qui concerne le bassin le plus important du Donbass, celui de Kouznetsk. C'est ainsi que grâce à ses observations, des cartes géologiques et des mesures précises de l'endroit voient le jour. Les monts Tchikhatchov qu'il parcourt sont nommés en son honneur.
Il consacre ensuite vingt ans de sa vie à l'Asie mineure. Il devient traducteur au ministère des Affaires étrangères et à l'ambassade de Russie à Constantinople, où il demeure deux ans et apprend le turc. Il démissionne du service diplomatique et de 1847 à 1863, il dirige huit expéditions dans différentes régions d'Arménie, du Kurdistan, de Thrace orientale et d'Asie mineure. Il en résulte une centaine de publications et des cartes modernes à propos de l'Asie mineure. Son ouvrage le plus important est intitulé Asie Mineure: Description physique, statistique et archéologique de cette contrée, publié en français. Il en décrit la géographie, la géologie, la botanique, la climatologie, la zoologie, la paléontologie, etc.
Tchikhatchov s'intéressait également à de multiples sujets (économie, sociologie, littérature, santé) et notamment à la condition féminine des régions étudiées et à la Question d'Orient qui était brûlante à l'époque. Il mettait ses espoirs en la libération des peuples des Balkans. Il est admis à l'académie impériale des sciences en tant que membre honoraire en 1876. Il vivait la plupart de temps à Paris et publiait en français et parfois en allemand.
En 1878, il visite l'Algérie française et la Tunisie et publie en 1880 en français Espagne, Algérie et Tunisie. Dix ans plus tard paraît son dernier ouvrage, Études de géographie et d'histoire naturelle qui regroupe des articles scientifiques traitant des zones désertiques, mais il ne peut en achever la somme et meurt d'une pneumonie. Il fait don à sa mort de cent mille francs à l'académie des sciences de France.
Il a identifié 49 espèces de plantes.

## Publications
- Voyage scientifique dans l'Altaï oriental et les parties adjacentes de la frontière de Chine, 1845, Paris (lire en ligne).
- Lettres sur la Turquie, 1850, Bruxelles
- Asie Mineure: Description physique, statistique et archéologique de cette contrée, huit volumes de 1852 à 1868, Paris (lire en ligne vol. 1 et vol. 2).
- Le Bosphore et Constantinople, 1864, 2e édition en 1877
- Considérations géologiques sur les îles Océaniques, 1878
- Espagne, Algérie et Tunisie, 1880, Paris ; traduit en allemand à Leipzig en 1882
- Études de géographie et d'histoire naturelle, 1890

### Traductions
- (ru) Cet article est partiellement ou en totalité issu de l’article de Wikipédia en russe intitulé « Чихачёв, Пётр Александрович » (voir la liste des auteurs).

- (en) Cet article est partiellement ou en totalité issu de l’article de Wikipédia en anglais intitulé « Pyotr Chikhachyov » (voir la liste des auteurs).